# Vild med talent
Vild med talent er et humoristisk talkshow med Lonnie Starr (Linda P), som interviewer kendte danskere. Serien blev sendt TV3+ hver fredag kl. 21:45.

## Humor
Lonnies lege, eksempelvis "Shag marry kill", hvor tre personer skal henholdsvis knalde en, giftes med en anden og dræbe en tredje, er med til at gøre showet humoristisk. Derudover er der også Lonnie Starr-fonden "Red hele verden"-kampagnen, hvor Lonnie kommer med eksempler på dårligt liv i verden. Herudover vises et kort videoklip, hvor fortid eller fremtid skal gættes.

## Gæster
Den første gæst i showet var Anders "Anden" Matthesen. Af andre gæster kan nævnes Peter Frödin og Søren Rislund.

## Værterne

### Ditte
Ditte er Lonnies praktikant, der drømmer om at blive TV-vært. Hun er temmelig tykpandet og skælder meget ud på kameramanden John-John.

### Tove
Tove er ID-båndsafvikler og står for ugens klip (med hende selv), hvor der kæmpes mod lamper, bolde, og der jongleres med pandekager.
| Fjernsyn | Spire Denne artikel om et tv-program er en spire som bør udbygges. Du er velkommen til at hjælpe Wikipedia ved at udvide den. |